# Eremiaphila irridipennis
Eremiaphila irridipennis è una specie di mantide religiosa appartenente al genere Eremiaphila.